# Высоковольтная линия постоянного тока Кашира – Москва
Высоковольтная линия постоянного тока Москва-Кашира — одна из первых высоковольтных линий на постоянном токе в СССР, запущенная в 1950 году. Линия соединяла Каширу (подстанция находились в 54°51′29″ с. ш. 38°14′45″ в. д.) и Москву (подстанция находились в 55°39′32″ с. ш. 37°38′16″ в. д.). Система была построена с применением ртутных преобразователей и прочего оборудования, применявшегося в проекте «Эльба» в Берлине в конце Второй мировой войны.
Являясь по своей сути экспериментом, система была первой полностью статической электронной высоковольтной схемой постоянного тока, введённой в эксплуатацию. Ранние схемы электропередачи на постоянном токе либо использовали электромеханические преобразователи на основе систем Рене Тюри, таких как Lyon–Moutiers DC transmission scheme или были всего лишь среднего напряжения, такие как 12 кВ схема с частотным преобразованием в Меканиквилле в США.
Схема имела номинальную мощность 30 МВт и в разные времена работала как биполярная при ±100 кВ или как монополярная, с возвратом по земле, при 200 кВ. На большей части трассы в 112 км линия была представлена в виде высоковольтного кабеля, но некоторые участки были перестроены в воздушную линию. Маршрут линии между Каширой и Москвой проходит параллельно воздушной линии переменного тока 110 кВ.
Первый эксплуатационный опыт был получен при использовании трёх ртутных выпрямителей с одним анодом, соединённых последовательно в каждом плече преобразователя, но в 1959 году удалось добиться работы с двумя, включёнными последовательно, или даже одним ртутным выпрямителем в каждом плече.
Эксплуатация нескольких выпрямителей, соединённых последовательно, была не особенно успешной, да и, судя по доступным записям, схема имела весьма сомнительную надежность. Это вызвано тем, что ртутным выпрямителям, в отличие от тех, которые были разработаны в Швейцарии доктором Уно Ламмом, не хватало внешнего делителя анодного напряжения, который необходим для надежной работы в высоковольтных цепях.
Тем не менее, полученный ценный опыт был применён для постройки намного более мощной линии ±400 кВ Волгоград-Донбасс, проект которой был завершен в 1965 году с применением ртутных выпрямителей полностью советского производства.
В 1969 году первый тиристорный ключ, созданный в СССР, был установлен в преобразователь. Сейчас эта система давно[когда?] не используется, и не осталось никаких данных о том, когда её вывели из эксплуатации.